# Mondou (entreprise)
Pour les articles homonymes, voir Mondou.
 (août 2025).
Motif : Où sont les sources secondaires centrées (et non publicitaires) démontrant l'admissibilité au regard de WP:CAAN?
- Archive Wikiwix
- Bing
- Cairn
- DuckDuckGo
- E. Universalis
- Gallica
- Google
- G. Books
- G. News
- G. Scholar
- Persée
- Qwant
- (zh) Baidu
- (ru) Yandex
- (wd) trouver des œuvres sur Wikidata

| 1. | Préciser le motif de la pose du bandeau. | Précisez le motif de la pose du bandeau en utilisant la syntaxe suivante : {{admissibilité à vérifier\|date=août 2025\|motif=remplacez ce texte par le motif}}                           |
| 2. | Informer les utilisateurs concernés.     | Pensez à avertir le créateur de l'article, par exemple, en insérant le code ci-dessous sur sa page de discussion : {{subst:avertissement admissibilité à vérifier\|Mondou (entreprise)}} |

 (avril 2022).
J.E. Mondou est une entreprise québécoise de produits et accessoires pour animaux de compagnie au Québec, propriété du Groupe Legault.  
Le siège social et le centre de distribution sont basés à Anjou (Montréal).

## Histoire
L'entreprise est créée en 1938 par le Montréalais Joseph-Émilien Mondou. À l'époque, on y vend du grain et du foin pour les animaux de trait, et de la paille pour l'élevage du bétail. En 1983, les frères Legault deviennent propriétaires de la société. 
Mondou propose des produits, services et conseils pour le bien-être et la santé des animaux de compagnie. L'entreprise vend notamment de la nourriture, des jouets, des accessoires et des produits de soins, aussi bien pour les animaux domestiques habituels que pour les nouveaux animaux de compagnie.   
L'entreprise possède plus de 70 magasins au Québec dont certains proposent des services de toilettage et d’adoption pour chats.  
L'entreprise lance son site transactionnel en 2015.

## Autres actions
Mondou s'implique aussi dans diverses causes pour le bien-être des animaux, notamment en lançant chaque année une campagne de dons au profit des refuges, ainsi qu'une campagne pour aider Mira à amasser des fonds,.  